# Éric Hazan
Éric Hazan   (Neuilly-sur-Seine, 23 de juliol de 1936 - 20è districte de París, 6 de juny de 2024) va ser un escriptor i editor francès, fundador de l'editorial La Fabrique.

## Biografia
Éric Hazan nasqué a París, fill d'una mare apàtrida nascuda a Palestina i d'un pare jueu originari d'Egipte, Fernand Hazan, editor i fill, al seu torn, del també editor Émile Hazan.
Éric Hazan es comprometé políticament des de molt jove al costat del Front Nacional d'Alliberament d'Algèria durant la Guerra d'Algèria. El 1975, ja com a cirurgià cardiovascular i membre fundador de l'Associació Mèdica Francopalestina, viatjà fins al Líban, llavors en plena guerra civil, per a fer de metge «en aquest "exèrcit" que anomenaven "palestí-progressista"».
Durant 14 anys dirigí l'editorial familiar Hazan dedicada als llibres sobre art. Deixà la direcció de l'empresa quan fou venuda a la multinacional Hachette. El 1998 fundà l'editorial La Fabrique i començà a escriure. També va ser traductor, entre d'altres, de l'obra d'Edward Said. Era membre del comitè de suport del Tribunal Russell sobre Palestina els treballs del qual van començar el 4 de març de 2009.
El juny de 2010 va subscriure una petició polèmica, publicada al diari Libération, que denunciava l'ordre policial existent en les barriades perifèriques com una veritable «ocupació militar», el títol de la qual fou Pour les cinq de Villiers-li-bel. El setembre de 2012 publicà Une histoire de la Révolution française que, segons l'historiador Antoine de Baecque, és obertament robespierrista.
El juny de 2017 va promoure, conjuntament amb vint intel·lectuals a Le Monde, una plataforma de suport a Houria Bouteldja, de la qual n'havia publicat el 2016 Les Blancs, les Juifs et nous, defensant-la de les acusacions atès que «no n'havien llegit el llibre i s'havien aturat al títol sense entendre’l o a alguns extractes citats en contra». Més recentment, es va mostrar favorable a les manifestacions de les Armilles Grogues, arribant a considerar París com un «camp de batalla».

## Obra publicada
- L'Invention de Paris, Seuil, coll. «Fiction et Cie», 2002, ISBN 2020540932[11]
- Chronique de la guerre civile, La Fabrique, 2004 ISBN 9782913372320
- Faire mouvement, Recueil d'entretiens avec Mathieu Potte-Bonneville, L'Échappée, 2005
- LQR: la propagande du quotidien, Liber-Raisons d'agir, 2006 ISBN 2-912107-29-6[12]
- Notes sur l'occupation: Naplouse, Kalkilyia, Hébron, La Fabrique, 2006
- Changement de propriétaire, la guerre civile continue, Seuil, 2007. ISBN 2020961652(> Extraits)
- Paradis infernaux: Les villes hallucinées du néo-capitalisme, Les Prairies Ordinaires, 2008
- Les articles d'Eric Hazan
- L'Antisémitisme partout. Aujourd'hui en France, avec Alain Badiou, La Fabrique, 2011 ISBN 9782358720182
- Paris sous tension, La Fabrique, 2011 ISBN 978-2-3587-2020-5
- Un État commun. Entre le Jourdain et la mer, coécrit avec Eyal Sivan, La Fabrique éditions, Paris, 2012
- Une histoire de la Révolution française, La Fabrique éditions, Paris, 2012
- Premières mesures révolutionnaires : après l'insurrection, La Fabrique éditions, Paris, 2013
- La Barricade : histoire d'un objet révolutionnaire, éditions Autrement, Paris, 2013
- La dynamique de la révolte: Sur des insurrections passées et d'autres à venir, La Fabrique éditions, Paris, 2015[13]

- Une traversée de Paris, Paris, Seuil (coll. «Fiction et Cie»), 2016
- Pour aboutir à un livre, Paris, La Fabrique, 2016
- À travers les lignes : textes politiques, Paris, La Fabrique, 2017
- Balzac, Paris, La Fabrique, 2018
- Police (coll.), Paris, La Fabrique, 2020 (ISBN 978-2-35872-202-5)
- Le Tumulte de Paris, Paris, La Fabrique, 2021 (ISBN 978-2-35872-211-7)